# Djamel Mehnane
Djamel Mehnane (12 giugno 1983) è un attore e cantante francese, di origine araba.

## Biografia
Djamel ha studiato canto con Pierre Yves Duchesne e danza con Michel Durand al Cours Florent (2003-2006).

## Carriera di attore
È apparso in alcuni episodi della nota serie televisiva Bella è la vita, nel ruolo di Rémi, trasmessa in Francia su France 3 nel 2007, mentre in Italia su Rete 4 nel 2008.
È conosciuto soprattutto per aver interpretato il ruolo di Renaud, dalla seconda stagione della serie televisiva Chante!, ideata da Jean-Pierre Hasson e Olivier Thiébaut, trasmessa in Francia su France 2 nel 2009, mentre in Italia su Italia 1 l'anno successivo. Nel 2010, ha partecipato al film S' Enfuir Avec Toi, di Gaël Morel.

## Carriera teatrale
Ha interpretato il ruolo da protagonista di Danny, nell'adattamento francese del musical Grease a Parigi (2008-2009).
Ottiene il ruolo da protagonista anche nello spettacolo teatrale Les Amazones, con Chantal Ladesou e Sonia Dubois. Lo spettacolo ha avuto un tale successo che in seguito è stato trasmesso interamente in TV.